# Juniorvärldsmästerskapet i volleyboll för damer 2011
Juniorvärldsmästerskapet 2011 i volleyboll för damer hölls 22 till 31 juli 2011 i Lima och Trujillo, Peru. Det var den sextonde upplagan av mästerskapet, som organiseras av  FIVB och sexton landslag deltog.  Italien vann tävlingen för första gången genom att besegra Brasilien i finalen. Caterina Bosetti, Italien, utsågs till mest värdefulla spelare, medan Lise van Hecke, Belgien, var främsta poängvinnare.

## Arenor
|                                                                 |                                                                   |
|                                                                 |                                                                   |
| Eduardo Dibós Coliseum Stad: Lima Kapacitet: 6 000 Öppnad: 1989 | Gran Chimu Coliseum Stad: Trujillo Kapacitet: 12 000 Öppnad: 1964 |

## Deltagande lag
| Lag                         | Turnering                                    | Deltog senast |
| --------------------------- | -------------------------------------------- | ------------- |
| Belgien U20                 | 1:a Europakvalet (grupp B)                   | ?             |
| Brasilien U20               | 1:a sydamerikanska U20-mästerskapet 2010     | Mexiko 2009   |
| Kina U20                    | 1:a asiatiska juniormästerskapet 2010        | Mexiko 2009   |
| Sydkorea U20                | 3:a asiatiska juniormästerskapet 2010        | Thailand 2003 |
| Kuba U20                    | 3:a nordamerikanska U20-mästerskapet 2010    | Mexiko 2009   |
| Egypten U20                 | 1:a afrikanska U20-mästerskapet 2010         | Thailand 2007 |
| Japan U20                   | 2:a asiatiska juniormästerskapet 2010        | Thailand 2007 |
| Italien U20                 | 1:a junioreuropamästerskapet 2010            | Thailand 2007 |
| Peru U20                    | Värdland                                     | ?             |
| Polen U20                   | 1:a Europakvalet (grupp A)                   | Mexiko 2009   |
| Dominikanska republiken U20 | 2:a på nordamerikanska U20-mästerskapet 2010 | Mexiko 2009   |
| Ryssland U20                | 1:a Europakvalet (grupp C)                   | Turkiet 2005  |
| Serbien U20                 | Bästa två, Europakvalet                      | Debut         |
| Slovakien U20               | 1:a Europakvalet (grupp B)                   | ?             |
| USA U20                     | 1:a nordamerikanska U20-mästerskapet 2010    | Mexiko 2009   |
| Tunisien U20                | 2:a afrikanska U20-mästerskapet 2010         | ?             |

## Format
Tävlingen genomfördes i tre rundor
- I den första rundan delades lagen upp i fyra grupper (A-D) om fyra lag. De två första i varje grupp gick vidare för spel i grupp E och F under andrarundan, medan de två sista gick vidare för spel i grupp G och H i andrarunda.
- Den andra rundan bestod även den av gruppspel. De totalt åtta främsta lagen från första rundan spelade i grupp E och F. De lag som kom på de två första platserna i de grupperna gick vidare till cupspel om plats 1-4, medan de två sista lagen gick vidare till cupspel om plats 5-8. För grupp G och H, som innehöll de åtta sämsta lagen från första rundan, gällde motsvarande regler. För dem innebar dock en top två placering cupspel om plats 9-12, medan de två sista spelade om plats 13-16.
- Den tredje rundan bestod av cupspel för att bestämma placeringarna. Varje möte avgjordes genom en direkt avgörande match.

## Grupper
Gruppspelet lottades 26 maj 2011 i Lima.
| Grupp A                                               | Grupp B                                              | Grupp C                                          | Grupp D                                                           |
| ----------------------------------------------------- | ---------------------------------------------------- | ------------------------------------------------ | ----------------------------------------------------------------- |
| Egypten U20 · Peru U20 · Slovakien U20 · Tunisien U20 | Brasilien U20 · Kuba U20 · Italien U20 · Serbien U20 | Belgien U20 · Sydkorea U20 · Polen U20 · USA U20 | Kina U20 · Japan U20 · Dominikanska republiken U20 · Ryssland U20 |

## Första rundan

### Grupp A
Spelplats: Trujillo

#### Resultat
| Datum    | Mellan                       | Resultat | Set   | Set   | Set   | Set   | Set   | Poäng totalt | Speltid | Åskådare |
| Datum    | Mellan                       | Resultat | 1     | 2     | 3     | 4     | 5     | Poäng totalt | Speltid | Åskådare |
| -------- | ---------------------------- | -------- | ----- | ----- | ----- | ----- | ----- | ------------ | ------- | -------- |
| 22-07-11 | Slovakien U20 - Tunisien U20 | 3 - 0    | 25:15 | 25:10 | 25:14 |       |       | 75 - 39      | 1h:07   | 200      |
| 22-07-11 | Peru U20 - Egypten U20       | 3 - 0    | 25:18 | 25:17 | 25:16 |       |       | 75 - 51      | 1h:10   | 6.000    |
| 23-07-11 | Egypten U20 - Slovakien U20  | 0 - 3    | 20:25 | 10:25 | 10:25 |       |       | 40 - 75      | 1h:09   | 825      |
| 23-07-11 | Peru U20 - Tunisien U20      | 3 - 0    | 25:7  | 25:11 | 25:10 |       |       | 75 - 28      | 1h:03   | 4.200    |
| 24-07-11 | Tunisien U20 - Egypten U20   | 3 - 2    | 26:24 | 25:22 | 21:25 | 20:25 | 17:15 | 109 - 111    | 2h:10   | 250      |
| 24-07-11 | Peru U20 - Slovakien U20     | 3 - 0    | 25:21 | 25:22 | 25:20 |       |       | 75 - 63      | 1h:20   | 6.000    |

#### Sluttabell
| Pos | Landslag      | Poäng | Matcher | Matcher | Matcher   | Set   | Set       | Kvot  | Poäng | Poäng     | Kvot  |
| Pos | Landslag      | Poäng | Spelade | Vunna   | Förlorade | Vunna | Förlorade | Kvot  | Vunna | Förlorade | Kvot  |
| --- | ------------- | ----- | ------- | ------- | --------- | ----- | --------- | ----- | ----- | --------- | ----- |
| 1   | Peru U20      | 9     | 3       | 3       | 0         | 9     | 0         | MAX   | 225   | 142       | 1.585 |
| 2   | Slovakien U20 | 6     | 3       | 2       | 1         | 6     | 3         | 2.000 | 213   | 154       | 1.383 |
| 3   | Tunisien U20  | 2     | 3       | 1       | 2         | 3     | 8         | 0.375 | 176   | 261       | 0.674 |
| 4   | Egypten U20   | 1     | 3       | 0       | 3         | 2     | 9         | 0.222 | 202   | 259       | 0.780 |

### Grupp B
Spelplats: Lima

#### Resultat
| Datum    | Mellan                      | Resultat | Set   | Set   | Set   | Set   | Set | Poäng totalt | Speltid | Åskådare |
| Datum    | Mellan                      | Resultat | 1     | 2     | 3     | 4     | 5   | Poäng totalt | Speltid | Åskådare |
| -------- | --------------------------- | -------- | ----- | ----- | ----- | ----- | --- | ------------ | ------- | -------- |
| 22-07-11 | Brasilien U20 - Italien U20 | 3 - 1    | 23:25 | 25:20 | 25:18 | 25:16 |     | 98 - 79      | 1h:53   | 1.235    |
| 22-07-11 | Serbien U20 - Kuba U20      | 3 - 1    | 25:22 | 23:25 | 25:17 | 25:10 |     | 98 - 74      | 1h:35   | 1.458    |
| 23-07-11 | Italien U20 - Kuba U20      | 3 - 0    | 25:16 | 25:12 | 26:24 |       |     | 76 - 52      | 1h:13   | 300      |
| 23-07-11 | Brasilien U20 - Serbien U20 | 3 - 1    | 23:25 | 25:15 | 25:21 | 25:18 |     | 98 - 79      | 1h:57   | 1.900    |
| 24-07-11 | Serbien U20 - Italien U20   | 0 - 3    | 14:25 | 15:25 | 20:25 |       |     | 49 - 75      | 1h:11   | 580      |
| 24-07-11 | Kuba U20 - Brasilien U20    | 0 - 3    | 13:25 | 15:25 | 21:25 |       |     | 49 - 75      | 1h:10   | 1.000    |

#### Sluttabell
| Pos | Landslag      | Poäng | Matcher | Matcher | Matcher   | Set   | Set       | Kvot  | Poäng | Poäng     | Kvot  |
| Pos | Landslag      | Poäng | Spelade | Vunna   | Förlorade | Vunna | Förlorade | Kvot  | Vunna | Förlorade | Kvot  |
| --- | ------------- | ----- | ------- | ------- | --------- | ----- | --------- | ----- | ----- | --------- | ----- |
| 1   | Brasilien U20 | 9     | 3       | 3       | 0         | 9     | 2         | 4.500 | 271   | 207       | 1.309 |
| 2   | Italien U20   | 6     | 3       | 2       | 1         | 7     | 3         | 2.333 | 230   | 199       | 1.156 |
| 3   | Serbien U20   | 3     | 3       | 1       | 2         | 4     | 7         | 0.571 | 226   | 247       | 0.915 |
| 4   | Kuba U20      | 0     | 3       | 0       | 3         | 1     | 9         | 0.111 | 175   | 249       | 0.703 |

### Grupp C
Spelplats: Trujillo

#### Resultat
| Datum    | Mellan                     | Resultat | Set   | Set   | Set   | Set   | Set   | Poäng totalt | Speltid | Åskådare |
| Datum    | Mellan                     | Resultat | 1     | 2     | 3     | 4     | 5     | Poäng totalt | Speltid | Åskådare |
| -------- | -------------------------- | -------- | ----- | ----- | ----- | ----- | ----- | ------------ | ------- | -------- |
| 22-07-11 | Polen U20 - Sydkorea U20   | 2 - 3    | 25:22 | 22:25 | 26:24 | 19:25 | 10:15 | 102 - 111    | 2h:12   | 875      |
| 22-07-11 | USA U20 - Belgien U20      | 3 - 0    | 25:21 | 25:18 | 25:16 |       |       | 75 - 55      | 1h:18   | 2.200    |
| 23-07-11 | Belgien U20 - Sydkorea U20 | 3 - 1    | 25:19 | 25:16 | 18:25 | 25:20 |       | 93 - 80      | 1h:45   | 250      |
| 23-07-11 | USA U20 - Polen U20        | 3 - 1    | 25:19 | 16:25 | 29:27 | 25:14 |       | 95 - 85      | 1h:40   | 1.200    |
| 24-07-11 | Polen U20 - Belgien U20    | 1 - 3    | 25:20 | 21:25 | 24:26 | 16:25 |       | 86 - 96      | 1h:42   | 250      |
| 24-07-11 | Sydkorea U20 - USA U20     | 0 - 3    | 23:25 | 14:25 | 23:25 |       |       | 60 - 75      | 1h:22   | 1.925    |

#### Sluttabell
| Pos | Landslag     | Poäng | Matcher | Matcher | Matcher   | Set   | Set       | Kvot  | Poäng | Poäng     | Kvot  |
| Pos | Landslag     | Poäng | Spelade | Vunna   | Förlorade | Vunna | Förlorade | Kvot  | Vunna | Förlorade | Kvot  |
| --- | ------------ | ----- | ------- | ------- | --------- | ----- | --------- | ----- | ----- | --------- | ----- |
| 1   | USA U20      | 9     | 3       | 3       | 0         | 9     | 1         | 9.000 | 245   | 200       | 1.225 |
| 2   | Belgien U20  | 6     | 3       | 2       | 1         | 6     | 5         | 1.200 | 244   | 241       | 1.012 |
| 3   | Sydkorea U20 | 2     | 3       | 1       | 2         | 4     | 8         | 0.500 | 251   | 270       | 0.930 |
| 4   | Polen U20    | 1     | 3       | 0       | 3         | 4     | 9         | 0.444 | 273   | 302       | 0.904 |

### Grupp D
Spelplats: Lima

#### Resultat
| Datum    | Mellan                                     | Resultat | Set   | Set   | Set   | Set   | Set | Poäng totalt | Speltid | Åskådare |
| Datum    | Mellan                                     | Resultat | 1     | 2     | 3     | 4     | 5   | Poäng totalt | Speltid | Åskådare |
| -------- | ------------------------------------------ | -------- | ----- | ----- | ----- | ----- | --- | ------------ | ------- | -------- |
| 22-07-11 | Japan U20 - Dominikanska republiken U20    | 1 - 3    | 14:25 | 20:25 | 25:20 | 22:25 |     | 81 - 95      | 1h:44   | 450      |
| 22-07-11 | Ryssland U20 - Kina U20                    | 0 - 3    | 19:25 | 19:25 | 25:27 |       |     | 63 - 77      | 1h:18   | 525      |
| 23-07-11 | Dominikanska republiken U20 - Ryssland U20 | 3 - 1    | 17:25 | 25:20 | 25:20 | 25:20 |     | 92 - 85      | 1h:45   | 185      |
| 23-07-11 | Japan U20 - Kina U20                       | 1 - 3    | 18:25 | 25:17 | 23:25 | 19:25 |     | 85 - 92      | 1h:50   | 2.500    |
| 24-07-11 | Kina U20 - Dominikanska republiken U20     | 3 - 0    | 25:23 | 25:21 | 25:23 |       |     | 75 - 67      | 1h:29   | 1.185    |
| 24-07-11 | Ryssland U20 - Japan U20                   | 3 - 0    | 25:23 | 25:22 | 25:19 |       |     | 75 - 64      | 1h:17   | 1.120    |

#### Sluttabell
| Pos | Landslag                    | Poäng | Matcher | Matcher | Matcher   | Set   | Set       | Kvot  | Poäng | Poäng     | Kvot  |
| Pos | Landslag                    | Poäng | Spelade | Vunna   | Förlorade | Vunna | Förlorade | Kvot  | Vunna | Förlorade | Kvot  |
| --- | --------------------------- | ----- | ------- | ------- | --------- | ----- | --------- | ----- | ----- | --------- | ----- |
| 1   | Kina U20                    | 9     | 3       | 3       | 0         | 9     | 1         | 9.000 | 244   | 215       | 1.135 |
| 2   | Dominikanska republiken U20 | 6     | 3       | 2       | 1         | 6     | 5         | 1.200 | 254   | 241       | 1.054 |
| 3   | Ryssland U20                | 3     | 3       | 1       | 2         | 4     | 6         | 0.667 | 223   | 233       | 0.957 |
| 4   | Japan U20                   | 0     | 3       | 0       | 3         | 2     | 9         | 0.222 | 230   | 262       | 0.878 |

## Andra rundan

### Grupp E
Spelplats: Lima

#### Resultat
| Datum    | Mellan                                    | Resultat | Set   | Set   | Set   | Set   | Set  | Poäng totalt | Speltid | Åskådare |
| Datum    | Mellan                                    | Resultat | 1     | 2     | 3     | 4     | 5    | Poäng totalt | Speltid | Åskådare |
| -------- | ----------------------------------------- | -------- | ----- | ----- | ----- | ----- | ---- | ------------ | ------- | -------- |
| 26-07-11 | USA U20 - Dominikanska republiken U20     | 3 - 0    | 25:11 | 25:15 | 25:23 |       |      | 75 - 49      | 2h:09   | 4.000    |
| 26-07-11 | Italien U20 - Peru U20                    | 3 - 0    | 25:23 | 25:20 | 25:14 |       |      | 75 - 57      | 1h:19   | 5.000    |
| 27-07-11 | USA U20 - Italien U20                     | 1 - 3    | 23:25 | 18:25 | 25:21 | 20:25 |      | 86 - 96      | 1h:43   | 4.000    |
| 27-07-11 | Dominikanska republiken U20 - Peru U20    | 3 - 0    | 25:19 | 26:24 | 25:15 |       |      | 76 - 58      | 1h:16   | 5.000    |
| 28-07-11 | Italien U20 - Dominikanska republiken U20 | 3 - 1    | 25:19 | 25:22 | 20:25 | 25:20 |      | 95 - 86      | 1h:46   | 4.500    |
| 28-07-11 | Peru U20 - USA U20                        | 3 - 2    | 21:25 | 25:19 | 22:25 | 25:20 | 15:9 | 108 - 98     | 2h:11   | 6.500    |

#### Sluttabell
| Pos | Landslag                    | Poäng | Matcher | Matcher | Matcher   | Set   | Set       | Kvot  | Poäng | Poäng     | Kvot  |
| Pos | Landslag                    | Poäng | Spelade | Vunna   | Förlorade | Vunna | Förlorade | Kvot  | Vunna | Förlorade | Kvot  |
| --- | --------------------------- | ----- | ------- | ------- | --------- | ----- | --------- | ----- | ----- | --------- | ----- |
| 1   | Italien U20                 | 9     | 3       | 3       | 0         | 9     | 2         | 4.500 | 266   | 229       | 1.162 |
| 2   | USA U20                     | 4     | 3       | 1       | 2         | 6     | 6         | 1.000 | 259   | 253       | 1.024 |
| 3   | Dominikanska republiken U20 | 3     | 3       | 1       | 2         | 4     | 6         | 0.667 | 211   | 228       | 0.925 |
| 4   | Peru U20                    | 2     | 3       | 1       | 2         | 3     | 8         | 0.375 | 223   | 249       | 0.896 |

### Grupp F
Spelplats: Trujillo

#### Resultat
| Datum    | Mellan                        | Resultat | Set   | Set   | Set   | Set   | Set   | Poäng totalt | Speltid | Åskådare |
| Datum    | Mellan                        | Resultat | 1     | 2     | 3     | 4     | 5     | Poäng totalt | Speltid | Åskådare |
| -------- | ----------------------------- | -------- | ----- | ----- | ----- | ----- | ----- | ------------ | ------- | -------- |
| 26-07-11 | Brasilien U20 - Belgien U20   | 3 - 0    | 25:22 | 25:20 | 25:21 |       |       | 75 - 63      | 1h:32   | 1.200    |
| 26-07-11 | Slovakien U20 - Kina U20      | 1 - 3    | 23:25 | 25:20 | 23:25 | 21:25 |       | 92 - 95      | 1h:56   | 1.800    |
| 27-07-11 | Kina U20 - Belgien U20        | 3 - 0    | 25:19 | 25:18 | 25:19 |       |       | 75 - 56      | 1h:23   | 1.500    |
| 27-07-11 | Slovakien U20 - Brasilien U20 | 0 - 3    | 13:25 | 22:25 | 12:25 |       |       | 47 - 75      | 1h:19   | 1.500    |
| 28-07-11 | Brasilien U20 - Kina U20      | 3 - 0    | 29:27 | 25:19 | 25:20 |       |       | 79 - 66      | 1h:32   | 2.100    |
| 28-07-11 | Belgien U20 - Slovakien U20   | 3 - 2    | 17:25 | 11:25 | 25:18 | 25:21 | 15:12 | 93 - 101     | 2h:12   | 1.500    |

#### Sluttabell
| Pos | Landslag      | Poäng | Matcher | Matcher | Matcher   | Set   | Set       | Kvot  | Poäng | Poäng     | Kvot  |
| Pos | Landslag      | Poäng | Spelade | Vunna   | Förlorade | Vunna | Förlorade | Kvot  | Vunna | Förlorade | Kvot  |
| --- | ------------- | ----- | ------- | ------- | --------- | ----- | --------- | ----- | ----- | --------- | ----- |
| 1   | Brasilien U20 | 9     | 3       | 3       | 0         | 9     | 0         | MAX   | 229   | 176       | 1.301 |
| 2   | Kina U20      | 6     | 3       | 2       | 1         | 6     | 4         | 1.500 | 236   | 227       | 1.040 |
| 3   | Belgien U20   | 2     | 3       | 1       | 2         | 3     | 8         | 0.375 | 212   | 251       | 0.845 |
| 4   | Slovakien U20 | 1     | 3       | 0       | 3         | 3     | 9         | 0.333 | 240   | 263       | 0.913 |

### Grupp G
Spelplats: Lima

#### Resultat
| Datum    | Mellan                   | Resultat | Set   | Set   | Set   | Set   | Set | Poäng totalt | Speltid | Åskådare |
| Datum    | Mellan                   | Resultat | 1     | 2     | 3     | 4     | 5   | Poäng totalt | Speltid | Åskådare |
| -------- | ------------------------ | -------- | ----- | ----- | ----- | ----- | --- | ------------ | ------- | -------- |
| 26-07-11 | Kuba U20 - Sydkorea U20  | 3 - 1    | 25:23 | 18:25 | 26:24 | 25:17 |     | 94 - 89      | 1h:42   | 180      |
| 26-07-11 | Tunisien U20 - Japan U20 | 0 - 3    | 9:25  | 15:25 | 14:25 |       |     | 38 - 75      | 1h:10   | 250      |
| 27-07-11 | Japan U20 - Sydkorea U20 | 3 - 0    | 25:20 | 25:13 | 25:9  |       |     | 75 - 42      | 1h:12   | 200      |
| 27-07-11 | Tunisien U20 - Kuba U20  | 0 - 3    | 15:25 | 13:25 | 12:25 |       |     | 40 - 75      | 1h:02   | 149      |
| 28-07-11 | Kuba U20 - Sydkorea U20  | 3 - 0    | 25:20 | 25:20 | 25:19 |       |     | 75 - 59      | 1h:14   | 250      |
| 28-07-11 | Japan U20 - Tunisien U20 | 3 - 0    | 25:17 | 25:17 | 25:17 |       |     | 75 - 51      | 1h:07   | 200      |

#### Sluttabell
| Pos | Landslag     | Poäng | Matcher | Matcher | Matcher   | Set   | Set       | Kvot  | Poäng | Poäng     | Kvot  |
| Pos | Landslag     | Poäng | Spelade | Vunna   | Förlorade | Vunna | Förlorade | Kvot  | Vunna | Förlorade | Kvot  |
| --- | ------------ | ----- | ------- | ------- | --------- | ----- | --------- | ----- | ----- | --------- | ----- |
| 1   | Kuba U20     | 9     | 3       | 3       | 0         | 9     | 1         | 9.000 | 244   | 188       | 1.298 |
| 2   | Japan U20    | 6     | 3       | 2       | 1         | 6     | 3         | 2.000 | 209   | 155       | 1.348 |
| 3   | Sydkorea U20 | 3     | 3       | 1       | 2         | 4     | 6         | 0.667 | 206   | 220       | 0.936 |
| 4   | Tunisien U20 | 0     | 3       | 0       | 3         | 0     | 9         | 0.000 | 129   | 225       | 0.573 |

### Grupp H
Spelplats: Trujillo

#### Resultat
| Datum    | Mellan                     | Resultat | Set   | Set   | Set   | Set   | Set   | Poäng totalt | Speltid | Åskådare |
| Datum    | Mellan                     | Resultat | 1     | 2     | 3     | 4     | 5     | Poäng totalt | Speltid | Åskådare |
| -------- | -------------------------- | -------- | ----- | ----- | ----- | ----- | ----- | ------------ | ------- | -------- |
| 26-07-11 | Egypten U20 - Ryssland U20 | 0 - 3    | 10:25 | 20:25 | 11:25 |       |       | 41 - 75      | 1h:03   | 500      |
| 26-07-11 | Serbien U20 - Polen U20    | 2 - 3    | 21:25 | 17:25 | 25:14 | 25:18 | 11:15 | 99 - 97      | 1h:56   | 1.000    |
| 27-07-11 | Ryssland U20 - Polen U20   | 3 - 0    | 25:19 | 25:17 | 25:18 |       |       | 75 - 54      | 1h:14   | 1.100    |
| 27-07-11 | Egypten U20 - Serbien U20  | 0 - 3    | 16:25 | 5:25  | 27:29 |       |       | 48 - 79      | 1h:11   | 1.700    |
| 28-07-11 | Serbien U20 - Ryssland U20 | 2 - 3    | 24:26 | 25:19 | 19:25 | 25:20 | 11:15 | 104 - 105    | 2h:06   | 1.000    |
| 28-07-11 | Polen U20 - Egypten U20    | 3 - 1    | 25:14 | 25:15 | 23:25 | 25:15 |       | 98 - 69      | 1h:38   | 1.000    |

#### Sluttabell
| Pos | Landslag     | Poäng | Matcher | Matcher | Matcher   | Set   | Set       | Kvot  | Poäng | Poäng     | Kvot  |
| Pos | Landslag     | Poäng | Spelade | Vunna   | Förlorade | Vunna | Förlorade | Kvot  | Vunna | Förlorade | Kvot  |
| --- | ------------ | ----- | ------- | ------- | --------- | ----- | --------- | ----- | ----- | --------- | ----- |
| 1   | Ryssland U20 | 8     | 3       | 3       | 0         | 9     | 2         | 4.500 | 255   | 199       | 1.281 |
| 2   | Polen U20    | 5     | 3       | 2       | 1         | 6     | 6         | 1.000 | 249   | 243       | 1.025 |
| 3   | Serbien U20  | 5     | 3       | 1       | 2         | 7     | 6         | 1.167 | 282   | 250       | 1.128 |
| 4   | Egypten U20  | 0     | 3       | 0       | 3         | 1     | 9         | 0.111 | 158   | 252       | 0.627 |

## Slutspelsfasen

### Spel om plats 1-4
|  | Semifinaler   | Semifinaler |               |             | Final               | Final               |  |
|  |               |             |               |             |                     |                     |  |
|  | Italien U20   | 3           |               |             |                     |                     |  |
|  | Italien U20   | 3           |               |             |                     |                     |  |
|  | Kina U20      | 0           |               |             |                     |                     |  |
|  | Kina U20      | 0           |               | Italien U20 | 3                   |                     |  |
|  |               |             |               | Italien U20 | 3                   |                     |  |
|  |               |             | Brasilien U20 | 1           |                     |                     |  |
|  | USA U20       | 2           | Brasilien U20 | 1           |                     |                     |  |
|  | USA U20       | 2           |               |             |                     |                     |  |
|  | Brasilien U20 | 3           |               |             | Match om tredjepris | Match om tredjepris |  |
|  | Brasilien U20 | 3           |               |             |                     |                     |  |
|  |               |             |               |             |                     |                     |  |
|  |               |             |               |             | Kina U20            | 3                   |  |
|  |               |             |               |             | Kina U20            | 3                   |  |
|  |               |             |               |             | USA U20             | 1                   |  |

#### Resultat
| Datum    | Mellan                      | Resultat | Set   | Set   | Set   | Set   | Set   | Poäng totalt | Speltid | Åskådare |
| Datum    | Mellan                      | Resultat | 1     | 2     | 3     | 4     | 5     | Poäng totalt | Speltid | Åskådare |
| -------- | --------------------------- | -------- | ----- | ----- | ----- | ----- | ----- | ------------ | ------- | -------- |
| 30-07-11 | Italien U20 - Kina U20      | 3 - 0    | 25:21 | 25:20 | 25:16 |       |       | 75 - 57      | 1h:14   | 4.400    |
| 30-07-11 | USA U20 - Brasilien U20     | 2 - 3    | 15:25 | 19:25 | 25:20 | 25:20 | 14:16 | 98 - 106     | 2h:20   | 5.524    |
| 31-07-11 | Kina U20 - USA U20          | 3 - 1    | 20:25 | 25:19 | 25:16 | 25:23 |       | 95 - 83      | 1h:50   | 2.900    |
| 31-07-11 | Italien U20 - Brasilien U20 | 3 - 1    | 21:25 | 25:13 | 25:20 | 25:22 |       | 96 - 80      | 1h:51   | 6.500    |

### Spel om plats 5-8
|  | Matcher om plats 5-8        | Matcher om plats 5-8 |          |                             | Match om femteplatsen  | Match om femteplatsen  |  |
|  |                             |                      |          |                             |                        |                        |  |
|  | Dominikanska republiken U20 | 3                    |          |                             |                        |                        |  |
|  | Dominikanska republiken U20 | 3                    |          |                             |                        |                        |  |
|  | Slovakien U20               | 1                    |          |                             |                        |                        |  |
|  | Slovakien U20               | 1                    |          | Dominikanska republiken U20 | 3                      |                        |  |
|  |                             |                      |          | Dominikanska republiken U20 | 3                      |                        |  |
|  |                             |                      | Peru U20 | 1                           |                        |                        |  |
|  | Belgien U20                 | 1                    | Peru U20 | 1                           |                        |                        |  |
|  | Belgien U20                 | 1                    |          |                             |                        |                        |  |
|  | Peru U20                    | 3                    |          |                             | Match om sjundeplatsen | Match om sjundeplatsen |  |
|  | Peru U20                    | 3                    |          |                             |                        |                        |  |
|  |                             |                      |          |                             |                        |                        |  |
|  |                             |                      |          |                             | Slovakien U20          | 3                      |  |
|  |                             |                      |          |                             | Slovakien U20          | 3                      |  |
|  |                             |                      |          |                             | Belgien U20            | 1                      |  |

#### Resultat
| Datum    | Mellan                                      | Resultat | Set   | Set   | Set   | Set   | Set | Poäng totalt | Speltid | Åskådare |
| Datum    | Mellan                                      | Resultat | 1     | 2     | 3     | 4     | 5   | Poäng totalt | Speltid | Åskådare |
| -------- | ------------------------------------------- | -------- | ----- | ----- | ----- | ----- | --- | ------------ | ------- | -------- |
| 30-07-11 | Dominikanska republiken U20 - Slovakien U20 | 3 - 1    | 25:18 | 17:25 | 25:19 | 25:18 |     | 92 - 80      | 1h:51   | 1.900    |
| 30-07-11 | Belgien U20 - Peru U20                      | 1 - 3    | 19:25 | 25:23 | 19:25 | 25:27 |     | 88 - 100     | 1h:46   | 6.500    |
| 31-07-11 | Slovakien U20 - Belgien U20                 | 3 - 1    | 25:23 | 25:12 | 29:31 | 25:20 |     | 104 - 86     | 1h:57   | 1.500    |
| 31-07-11 | Dominikanska republiken U20 - Peru U20      | 3 - 1    | 23:25 | 25:23 | 25:18 | 25:18 |     | 98 - 84      | 1h:55   | 6.500    |

### Spel om plats 9-12
|  | Matcher om plats 9-12 | Matcher om plats 9-12 |              |           | Match om niondeplatsen | Match om niondeplatsen |  |
|  |                       |                       |              |           |                        |                        |  |
|  | Kuba U20              | 1                     |              |           |                        |                        |  |
|  | Kuba U20              | 1                     |              |           |                        |                        |  |
|  | Polen U20             | 3                     |              |           |                        |                        |  |
|  | Polen U20             | 3                     |              | Polen U20 | 3                      |                        |  |
|  |                       |                       |              | Polen U20 | 3                      |                        |  |
|  |                       |                       | Ryssland U20 | 1         |                        |                        |  |
|  | Japan U20             | 2                     | Ryssland U20 | 1         |                        |                        |  |
|  | Japan U20             | 2                     |              |           |                        |                        |  |
|  | Ryssland U20          | 3                     |              |           | Match om elfteplatsen  | Match om elfteplatsen  |  |
|  | Ryssland U20          | 3                     |              |           |                        |                        |  |
|  |                       |                       |              |           |                        |                        |  |
|  |                       |                       |              |           | Kuba U20               | 0                      |  |
|  |                       |                       |              |           | Kuba U20               | 0                      |  |
|  |                       |                       |              |           | Japan U20              | 3                      |  |

#### Resultat
| Datum    | Mellan                   | Resultat | Set   | Set   | Set   | Set   | Set   | Poäng totalt | Speltid | Åskådare |
| Datum    | Mellan                   | Resultat | 1     | 2     | 3     | 4     | 5     | Poäng totalt | Speltid | Åskådare |
| -------- | ------------------------ | -------- | ----- | ----- | ----- | ----- | ----- | ------------ | ------- | -------- |
| 30-07-11 | Kuba U20 - Polen U20     | 1 - 3    | 21:25 | 25:18 | 14:25 | 22:25 |       | 82 - 93      | 1h:34   | 2.000    |
| 30-07-11 | Japan U20 - Ryssland U20 | 2 - 3    | 25:23 | 16:25 | 17:25 | 25:17 | 11:15 | 94 - 105     | 1h:57   | 1.000    |
| 31-07-11 | Kuba U20 - Japan U20     | 0 - 3    | 19:25 | 13:25 | 22:25 |       |       | 54 - 75      | 1h:10   | 900      |
| 31-07-11 | Polen U20 - Ryssland U20 | 3 - 1    | 25:19 | 25:19 | 19:25 | 25:16 |       | 94 - 79      | 1h:40   | 500      |

### Spel om plats 13-16
|  | Matcher om plats 13-16 | Matcher om plats 13-16 |              |             | Match om trettondeplatsen | Match om trettondeplatsen |  |
|  |                        |                        |              |             |                           |                           |  |
|  | Tunisien U20           | 0                      |              |             |                           |                           |  |
|  | Tunisien U20           | 0                      |              |             |                           |                           |  |
|  | Serbien U20            | 3                      |              |             |                           |                           |  |
|  | Serbien U20            | 3                      |              | Serbien U20 | 3                         |                           |  |
|  |                        |                        |              | Serbien U20 | 3                         |                           |  |
|  |                        |                        | Sydkorea U20 | 0           |                           |                           |  |
|  | Sydkorea U20           | 3                      | Sydkorea U20 | 0           |                           |                           |  |
|  | Sydkorea U20           | 3                      |              |             |                           |                           |  |
|  | Egypten U20            | 0                      |              |             | Match om femtondeplatsen  | Match om femtondeplatsen  |  |
|  | Egypten U20            | 0                      |              |             |                           |                           |  |
|  |                        |                        |              |             |                           |                           |  |
|  |                        |                        |              |             | Tunisien U20              | 1                         |  |
|  |                        |                        |              |             | Tunisien U20              | 1                         |  |
|  |                        |                        |              |             | Egypten U20               | 3                         |  |

#### Resultat
| Datum    | Mellan                     | Resultat | Set   | Set   | Set   | Set   | Set | Poäng totalt | Speltid | Åskådare |
| Datum    | Mellan                     | Resultat | 1     | 2     | 3     | 4     | 5   | Poäng totalt | Speltid | Åskådare |
| -------- | -------------------------- | -------- | ----- | ----- | ----- | ----- | --- | ------------ | ------- | -------- |
| 30-07-11 | Tunisien U20 - Serbien U20 | 0 - 3    | 14:25 | 12:25 | 13:25 |       |     | 39 - 75      | 1h:04   | 1.800    |
| 30-07-11 | Sydkorea U20 - Egypten U20 | 3 - 0    | 25:13 | 25:2  | 25:17 |       |     | 75 - 32      | 1h:03   | 2.000    |
| 31-07-11 | Tunisien U20 - Egypten U20 | 1 - 3    | 25:23 | 25:27 | 14:25 | 17:25 |     | 81 - 100     | 1h:45   | 400      |
| 31-07-11 | Serbien U20 - Sydkorea U20 | 3 - 0    | 25:19 | 25:16 | 25:18 |       |     | 75 - 53      | 1h:34   | 800      |

## Slutplaceringar
| Pos. | Lag                         |
| ---- | --------------------------- |
|      | Italien U20                 |
|      | Brasilien U20               |
|      | Kina U20                    |
| 4    | USA U20                     |
| 5    | Dominikanska republiken U20 |
| 6    | Peru U20                    |
| 7    | Slovakien U20               |
| 8    | Belgien U20                 |
| 9    | Polen U20                   |
| 10   | Ryssland U20                |
| 11   | Japan U20                   |
| 12   | Kuba U20                    |
| 13   | Serbien U20                 |
| 14   | Sydkorea U20                |
| 15   | Egypten U20                 |
| 16   | Tunisien U20                |

## Individuella utmärkelser
| Utmärkelse              | Namn             | Lag           |
| ----------------------- | ---------------- | ------------- |
| Mest värdefulla spelare | Caterina Bosetti | Italien U20   |
| Bästa poängvinnare      | Lise van Hecke   | Belgien U20   |
| Bästa anfallare         | Caterina Bosetti | Italien U20   |
| Bästa blockare          | Zhou Yang        | Kina U20      |
| Bästa servare           | Lise van Hecke   | Belgien U20   |
| Bästa passare           | Yao Di           | Kina U20      |
| Bästa mottagare         | Lucia Nikmonová  | Slovakien U20 |
| Bästa libero            | Natalie Hagglund | USA U20       |